# فراكا الكبير

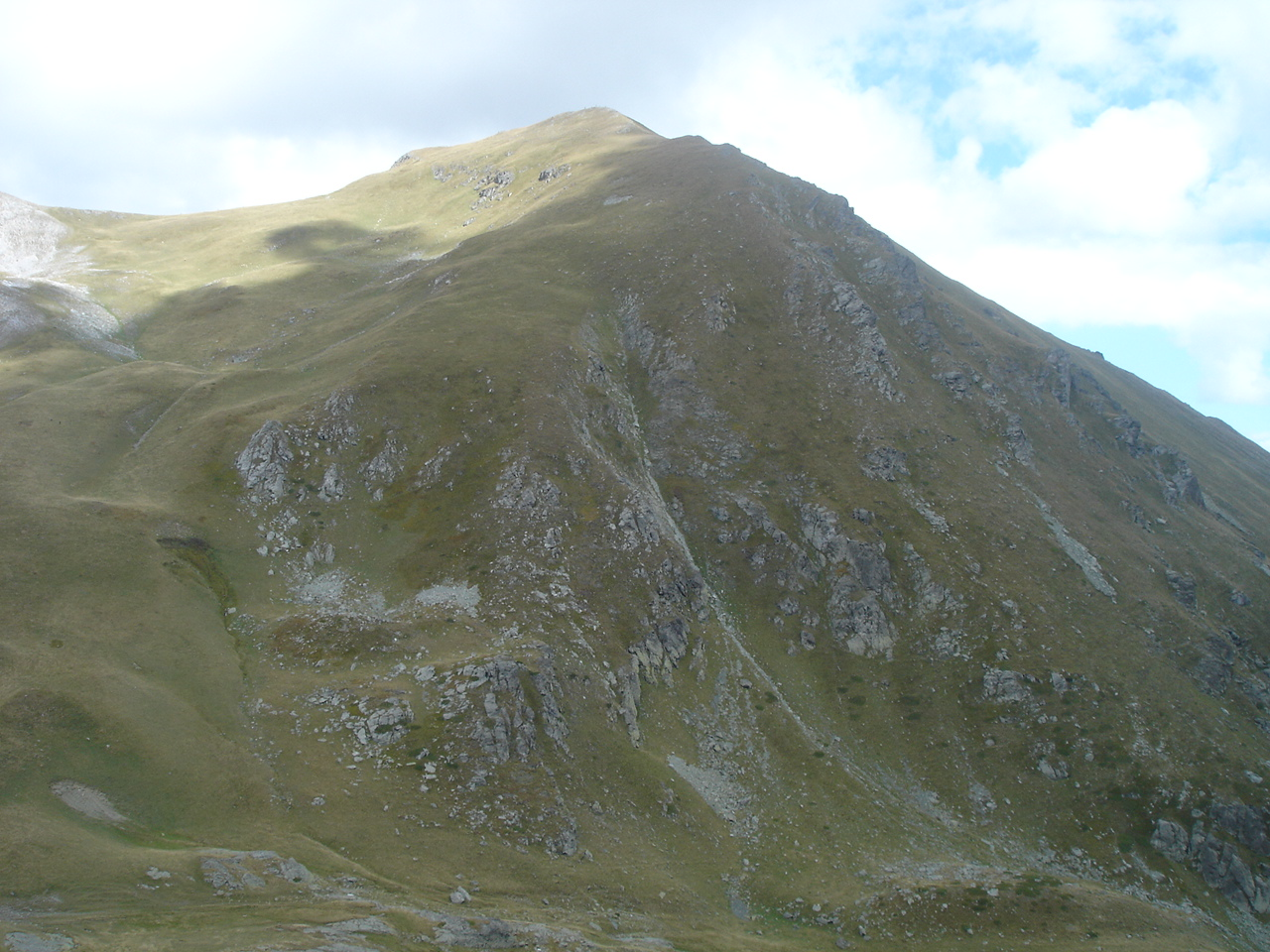
Peak of Bigger Vraca

فراكا الكبير  ((بالألبانية: Vraca e Madhe)‏; (بالمقدونية: Голема Враца)‏, Golema Vraca) هو جبل في الطرف الجنوبي من جبال شار في كوسوفو[a] و جمهورية مقدونيا. يبلغ ارتفاعة 2,582 متر (8,471 قدم) فوق مستوى سطح البحر. فراكا واحدة من أسهل القمم في شار من حيث تسلق الجبال. من اعلى جبل فراكا الكبير في جانب كوسوفو حيث ينبع نهر راديكا.

## الملاحظات والمراجع
ملاحظات:
| a. | ^كوسوفو هي موضوع نزاع إقليمي بين جمهورية كوسوفو وجمهورية صربيا. وقد أعلنت جمهورية كوسوفو الاستقلال من جانب واحد في 17 فبراير 2008، ومع ذلك استمرت صربيا في المطالبة كجزء من أراضيها السيادية الخاصة. ثم بدأت الحكومتان في تطبيع العلاقات في عام 2013 كجزء من اتفاقية بروكسل. وقد تم الإعتراف بكوسوفو كدولة مستقلة من قبل 108 عضو من أعضاء الأمم المتحدة من أصل 193 عضو. |

المراجع: